# De familie Waagepetersen
De familie Waagepetersen (Deens: Familien Waagepetersen) is een schilderij van Wilhelm Bendz uit 1830. Het is een portret van de rijke wijnhandelaar Christian Waagepetersen (1787 - 1840), zijn vrouw Albertine en twee van hun kinderen in hun huis aan de Store Strandstræde in Kopenhagen. Sinds 1998 maakt het werk deel uit van de collectie van het Statens Museum for Kunst in die stad.

## Geschiedenis
Christian Waagepetersen was zeer geïnteresseerd in kunst, muziek en wetenschap. Tegen de tijd dat het familieportret werd besteld, had hij al verschillende schilderijen van Bendz gekocht. De schilder voltooide het familieportret begin 1830. Uit het dagboek van Christoffer Wilhelm Eckersberg is bekend dat Bendz het op 7 april, een week na de officiële opening, meenam naar de jaarlijkse tentoonstelling in Charlottenborg Slot. In 1832 stierf Bendz op 28-jarige leeftijd in Vicenza aan buiktyfus. Zijn positie als protegé van Waagepetersen werd overgenomen door Wilhelm Marstrand, die nog twee familieportretten van de familie voltooide.
Bendz' portret van de familie Waagepetersen werd na de dood van Christian Waagepetersen doorgegeven aan zijn zoon Mozart Waagepetersen. Na het overlijden van Mozart Waagepetersen kwam het in bezit van zijn geadopteerde zoon (Hermann) Gaston Waagepetersen. Hij behield het schilderij tot aan zijn dood in 1922. Daarna bleef het nog 75 jaar in de familie. Op 2 december 1997 werd het door veilinghuis Bruun Rasmussen verkocht aan de Artemis Group uit Londen. De Deense Commissie voor de export van cultuurgoederen (Kulturværdiudvalget) had voorafgaand aan de veiling een exportverbod uitgevaardigd. In 1998 werd het verkocht aan het Statens Museum for Kunst.

## Voorstelling
Het schilderij toont Christian Waagepetersen zittend aan zijn bureau in de studeerkamer van zijn huis. Hij is zojuist in zijn werk gestoord door zijn vrouw Albertine en twee van hun kinderen. Albertine draagt de jongste van de twee, Louise, op haar arm. Haar iets oudere broer Fritz leunt tegen het been van de vader. De hond van het gezin ligt onder het bureau en symboliseert trouw en stabiliteit.
De twee ovale portretten aan de muur zijn van de hand van Jens Juel en stellen Waagepetersens ouders voor. Daaronder hangt een portret van Frederik VI. De kikker in de hoge glazen cilinder op het mahoniehouten bureau werd gebruikt als een soort primitieve barometer: als de kikker naar de oppervlakte kwam, betekende dat mooi weer.
Het schilderij geeft goed weer dat familie en werk de belangrijkste waarden waren voor de Deense middenklasse in de jaren na de Napoleontische oorlogen. Ook op cultureel vlak ging de middenklasse een steeds belangrijkere rol spelen. Zo organiseerde Christiaan Waagepetersen regelmatig soirees in zijn huis waar de belangrijkste componisten en musici te gast waren, naast schilders en beeldhouwers.

## Afbeeldingen

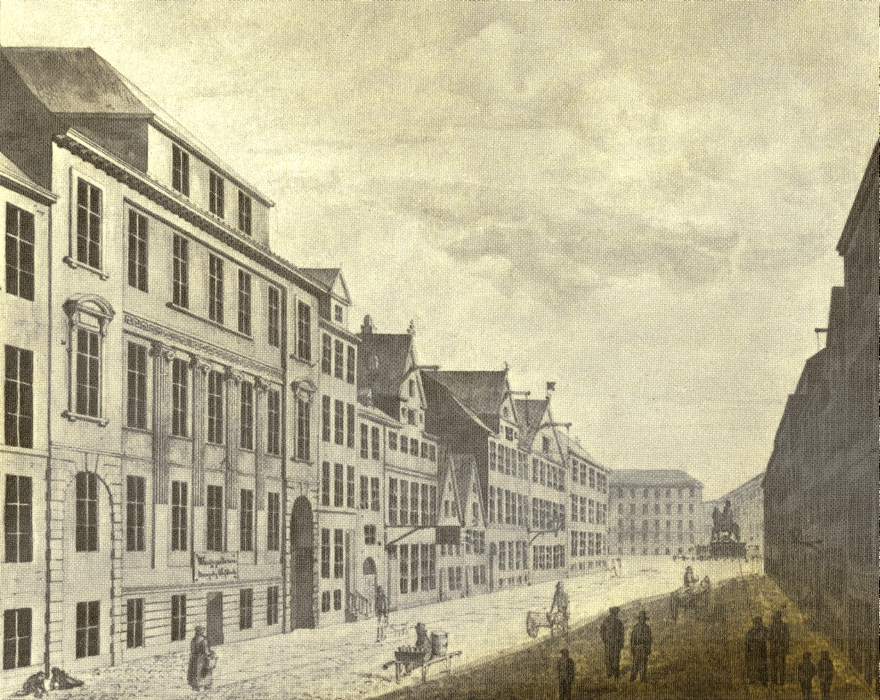
Het Waagepetersen Huis aan de Store Strandstræde (uiterst links, circa 1830)
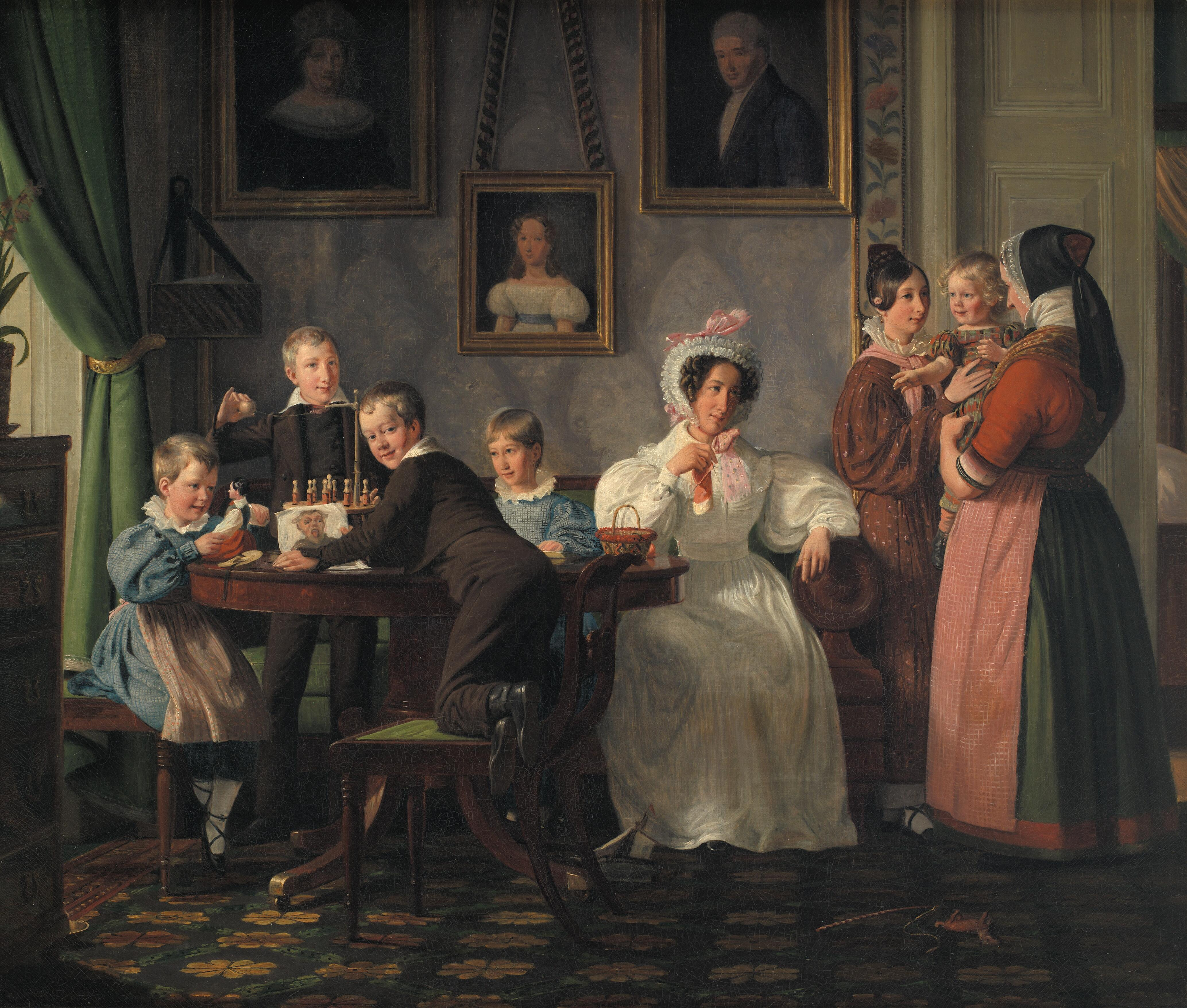
De familie Waagepetersen - Wilhelm Marstrand
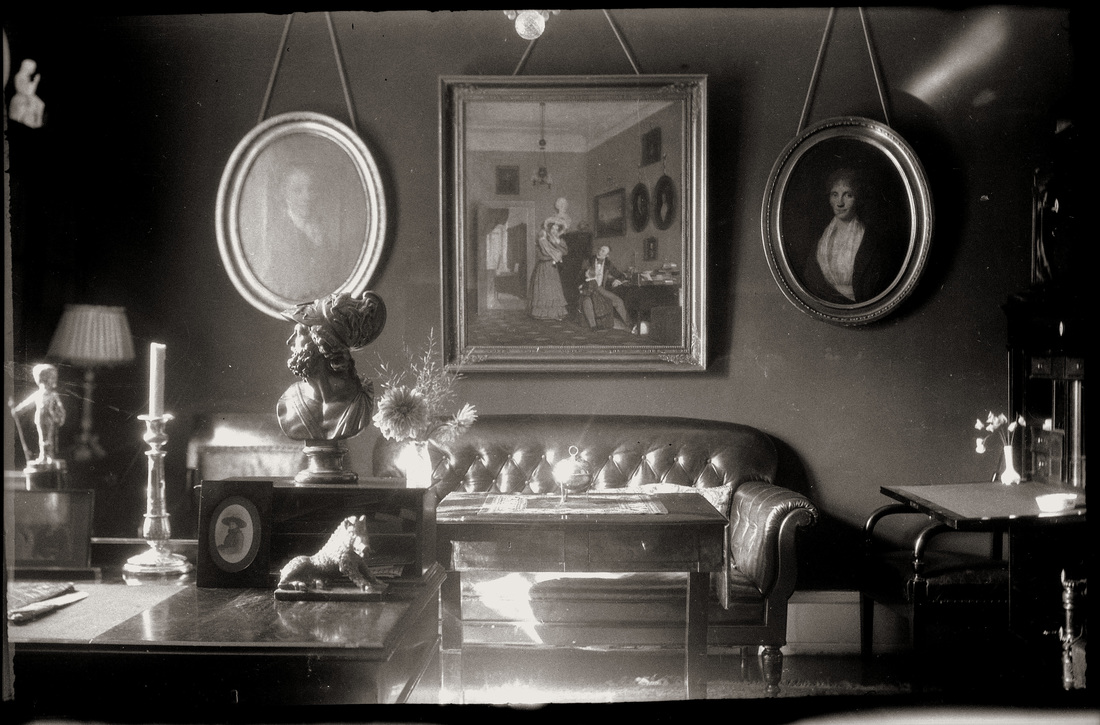
Het schilderij in het huis van Gaston Waagepetersen (1922)